# Paul Provencher
Pour les articles homonymes, voir Provencher.
 (octobre 2024).
Si vous disposez d'ouvrages ou d'articles de référence ou si vous connaissez des sites web de qualité traitant du thème abordé ici, merci de compléter l'article en donnant les références utiles à sa vérifiabilité et en les liant à la section « Notes et références ».
 (octobre 2024).
La mise en forme du texte ne suit pas les recommandations de Wikipédia : il faut le « wikifier ».
Les points d'amélioration suivants sont les cas les plus fréquents. Le détail des points à revoir est peut-être précisé sur la page de discussion.
- Les titres sont pré-formatés par le logiciel. Ils ne sont ni en capitales, ni en gras.
- Le texte ne doit pas être écrit en capitales (les noms de famille non plus), ni en gras, ni en italique, ni en « petit »…
- Le gras n'est utilisé que pour surligner le titre de l'article dans l'introduction, une seule fois.
- L'italique est rarement utilisé : mots en langue étrangère, titres d'œuvres, noms de bateaux, etc.
- Les citations ne sont pas en italique mais en corps de texte normal. Elles sont entourées par des guillemets français : « et ».
- Les listes à puces sont à éviter, des paragraphes rédigés étant largement préférés. Les tableaux sont à réserver à la présentation de données structurées (résultats, etc.).
- Les appels de note de bas de page (petits chiffres en exposant, introduits par l'outil «  Source ») sont à placer entre la fin de phrase et le point final[comme ça].
- Les liens internes (vers d'autres articles de Wikipédia) sont à choisir avec parcimonie. Créez des liens vers des articles approfondissant le sujet. Les termes génériques sans rapport avec le sujet sont à éviter, ainsi que les répétitions de liens vers un même terme.
- Les liens externes sont à placer uniquement dans une section « Liens externes », à la fin de l'article. Ces liens sont à choisir avec parcimonie suivant les règles définies. Si un lien sert de source à l'article, son insertion dans le texte est à faire par les notes de bas de page.
- La présentation des références doit suivre les conventions bibliographiques. Il est recommandé d'utiliser les modèles {{Ouvrage}}, {{Chapitre}}, {{Article}}, {{Lien web}} et/ou {{Bibliographie}}. Le mode d'édition visuel peut mettre en forme automatiquement les références.
- Insérer une infobox (cadre d'informations à droite) n'est pas obligatoire pour parachever la mise en page.

Pour une aide détaillée, merci de consulter Aide:Wikification.
Si vous pensez que ces points ont été résolus, vous pouvez retirer ce bandeau et améliorer la mise en forme d'un autre article.
Paul Provencher (né le 3 juillet 1902 à Trois-Rivières et décédé le 2 mars 1982 à Baie-D’Urfé) est un coureur des bois québécois. Il est le fils d’Adélard Provencher, avocat, et de Bernadette Genest. En 1926, à l'âge de 24 ans, Paul-Auguste Provencher épousa Georgiana Morin à l'île d'Anticosti. De cette union naîtront quatre enfants : Jean, Gaston, Hélène et Jacques. (Réf.: Mes Aïeux (Généalogie), index des mariages + film de Jean-Claude Labrecque : le dernier des coureurs de bois (1979))
Paul Provencher et sa famille demeurèrent plusieurs années au 69 rue Champlain à Baie-Comeau. (Réf.: Hélène Provencher).Notre Dame des Neiges a Montreal.

## Biographie

### Jeunesse
Bien que Trois-Rivières soit à cette époque le fer de lance de l’industrie forestière, le jeune Provencher est d’abord peu en contact avec cet univers. Toutefois, à la suite de l’incendie de la résidence de ses parents, il demeure un temps sur une ferme et ressent dès lors l’appel de la nature.
Provencher fait ses études au Séminaire de Trois-Rivières, puis à l'Université Laval en foresterie où il obtient un diplôme d’ingénieur en 1925. Il travaille ensuite pour différentes compagnies forestières pour lesquelles il réalise des inventaires forestiers sur divers territoires notamment en Mauricie et sur l’île d’Anticosti. En 1929, Provencher s’installe à Baie-Comeau où il est chargé de faire des reconnaissances sur les rivières Manicouagan, Toulnustouc et Franquelin pour la Quebec North Shore and Paper. Devenu directeur des opérations forestières de l’entreprise, il travaille dans ce domaine jusqu’à sa retraite à la fin des années 1970. Bien qu’il occupe un poste de direction, Provencher ne demeure pas un simple administrateur et, par ses nombreuses expéditions guidées et accompagnées par des Innus dans des secteurs isolés, il choisit d’explorer le milieu forestier encore sauvage de la Côte-Nord. Sa vie se lie ainsi très intimement à ce territoire dont il devient un véritable pionnier. Bernard Assiniwi a dit dans son lexique des noms indiens du Canada que le coureur des bois Paul Provencher fut excellent pour suivre les pistes en forêt.

### Exploration et rencontre des populations
Dès le début du XXe siècle, le développement accru de l’industrie forestière au Québec va progressivement engendrer la conquête de nouveaux territoires et l’exploitation de leurs ressources. Dans ce contexte, l’immense secteur de la Côte-Nord, qui s’étend de Tadoussac sur la rivière Saguenay à Blanc-Sablon près de Terre-Neuve, s’annonce prometteur pour la grande industrie qui cherche alors à s’y installer. Territoire autochtone longtemps isolé, la Côte-Nord devient, dans le second quart du XXe siècle, le site d’un développement économique intense.
À cette époque, l’ingénieur forestier Paul Provencher devient une figure d’envergure régionale et même nationale, en s’inscrivant dans la découverte de ce territoire immense tout autant que dans la rencontre du monde autochtone. Provencher favorise aussi la reconnaissance de pratiques anciennes remises en lumière dans cette véritable épopée moderne que fut l’exploitation industrielle des ressources naturelles de la Côte-Nord. À ce titre, il s’impose tout à la fois comme ingénieur au service de la grande industrie, ethnographe, artiste-peintre et sportsman. Le cinéaste Jean-Claude Labrecque va même consacrer deux films à l’œuvre ethnographique de Provencher en 1979, sous les titres « Le dernier coureur des bois » et « Les Montagnais ».
Mais surtout, au fil des ans, Provencher a accumulé une somme importante de témoignages : la collection Paul-Provencher, conservée au Musée régional de la Côte-Nord, recèle près de 150 photographies, films, objets personnels et œuvres d’art rappelant l’histoire et le mode de vie de la Côte-Nord du second tiers du XXe siècle. On y trouve notamment ses cartes comportant des indications géographiques précieuses, son arc de chasse, des pièges, des boussoles et autres accessoires. En plus de laisser découvrir l’homme que fut Paul Provencher, sa collection livre un précieux témoignage — l’un des seuls que nous possédions pour cette période — des paysages et des pratiques traditionnelles de la Côte-Nord. À ce titre, la collection Paul-Provencher s’avère donc exceptionnelle.
Dans les années 1930, une partie de la population de la Côte-Nord demeure assez peu en contact avec le reste du territoire québécois. C’est donc un milieu plutôt préservé du modernisme que Paul Provencher apprend à connaître à ce moment. Son cheminement particulier prend ainsi une perspective ethnographique très significative. En prévision de ses séjours en forêt, il fait rencontre de chasseurs nomades autochtones. Parmi ces personnages locaux très typiques, Joe « Uapistan » Savard et Ti-Basse Saint-Onge sont parmi les plus remarquables.

### Documentation de la vie nordique
Des techniques transmises par ces chasseurs à Provencher, il faut signaler celles servant à allumer un feu à l’ancienne, à construire un abri et à identifier les ressources naturelles indispensables à la vie en forêt. L’ingénieur enrichit aussi ses connaissances dans le domaine de la chasse, de la trappe et de la pêche, en privilégiant les savoirs traditionnels encore en usage chez une partie de la population de l’époque. En outre, Provencher se documente de plus au sujet de ce riche territoire et acquiert ainsi de précieuses connaissances. Il devient ainsi une référence sur la vie nordique.
Provencher réalise des clichés photographiques et des films sur les populations et les lieux rencontrés au cours de ses nombreuses expéditions. Ces pièces constituent aujourd’hui un témoignage fort précieux de la vie des Innus dans les années 1930.
Au cours de sa vie, Provencher cherchera à transmettre et à diffuser les connaissances et le savoir qu’il a acquis. Il aura recours à divers moyens pour communiquer ses découvertes, notamment en donnant de nombreuses conférences. Il se fera également artiste-peintre : ses tableaux permettent de faire découvrir au grand public de nombreux sites et des paysages sauvages presque inconnus jusqu’alors, qui sont peu accessibles et même appelés à disparaître. Par exemple, certaines de ses illustrations montrent des sections de la rivière Manicouagan qui seront éventuellement totalement transformées par l’exploitation du site pour le développement hydroélectrique. Par le fait même, les œuvres de Provencher deviennent des témoignages uniques de cette nature méconnue et menacée.
Sportsman reconnu, Paul Provencher déploie de grands efforts en vue de faire apprécier la pratique traditionnelle du tir à l’arc. La campagne publique qu’il mène le fait connaître un peu partout au Québec, notamment par une fréquente présence dans des articles journaux. Devenu écrivain, il publie plusieurs ouvrages, dont ses mémoires parus d’abord en anglais sous le titre I Live in the Woods en 1953 et sous le titre Paul Provencher, le dernier coureur des bois en 1974, un ouvrage rédigé avec la collaboration de l’écrivain Gilbert LaRocque. L’ensemble de sa production littéraire sur la chasse et la pêche, la vie en forêt et le monde animal reçoit une large diffusion et Provencher s’impose comme un personnage médiatique reconnu dont les activités sont largement diffusées dans la presse, à la radio et à la télévision où il apparaît à l’occasion comme chroniqueur de plein air.
Très célèbre partout sur la Côte-Nord, il est membre-fondateur de la Société Historique régionale. Paul Provencher quitte cependant cette région pour terminer ses jours en milieu urbain. Il meurt en 1982 à Baie-D’Urfé, sur l’île de Montréal.

## Postérité
D’abord intimement liée au développement économique de la Côte-Nord, les activités de Paul Provencher ont grandement favorisé la conservation d’un précieux héritage régional. Ingénieur forestier, grand amateur de plein air et excursionniste en milieu sauvage, communicateur populaire, conservateur d’un savoir ancestral, soucieux d’entretenir la mémoire des choses du passé nord-côtier, Paul Provencher a su être un pionnier de cette région. Surtout, il a été capable d’en relever les traces anciennes et de les faire perdurer. Avec l’élaboration d’une collection riche et unique en son genre, Paul Provencher a constitué un témoignage unique de la mémoire du patrimoine immatériel du territoire nord-côtois.
Après sa mort, sa collection personnelle sera rapatriée sur la Côte-Nord. De nos jours, il y a un lac et un ruisseau qui portent le nom de Paul Provencher à travers la municipalité régionale de comté de Manicouagan et aussi une rue à Sept-Îles. De plus, un des principaux sommets des Monts Groulx, dans la Réserve mondiale de la biosphère Manicouagan-Uapishka, porte son nom, ce qui illustre bien le souvenir important laissé par Provencher dans toute la région de la Côte-Nord.

## Filmographie
- 1979 : Le dernier des coureurs de bois de Jean-Claude Labrecque
- 1979 : Les montagnais de Jean-Claude Labrecque